# ادویخ کامارتس
ادویخ کامارتس (انگلیسی: Edwig Cammaerts؛ زادهٔ ۱۷ ژوئیهٔ ۱۹۸۷) دوچرخه‌سوار اهل بلژیک است.
از باشگاه‌هایی که در آن بازی کرده‌است می‌توان به تیم دوچرخه‌سواری کوفیدیس و لاندباوکردیت–کولناخو اشاره کرد.